# Pintassilgo-verde
O Pintassilgo-verde (Spinus olivaceus ou Carduelis olivacea) é uma espécie de ave da família Fringillidae.
Pode ser encontrada nos seguintes países: Bolívia, Equador e Peru.

## Descrição
Com um comprimento de 10 cm, é muito parecido com o pintassilgo-de-cabeça-preta (Spinus magellanicus), mas mais pequeno e com a barra alar mais estreita. O macho tem o capuz negro, o peito e os flancos são amarelos, o dorso é verde-oliva com estrias negras muito ténues, o uropígio é amarelo, as asas são pretas com uma barra amarela, a cauda é preta com penas amarelas. A fêmea é parecida com o macho mas com cores mais baças, a cabeça é verde-oliva e não preta.

## Distribuição
Distribui-se por três países na encosta leste da Cordilheira dos Andes:
Sudeste do Equador (Loja, Zamora-Chinchipe, Morona-Santiago), Peru (Amazonas, San Martín, Huánuco, Junín, Cusco, Puno) e oeste e centro da Bolívia (La Paz, Cochabamba, Santa Cruz).

## Taxonomia
Descoberto por Berlepsch e Stolzmann, em 1894, em Vitoc, Juní, Peru tendo-lhe dado o nome de Spinus olivaceus. É muito semelhante ao pintassilgo-de-cabeça-preta (Spinus magellanica), diferindo nas escolhas de habitat, hibridiza com as subespécies do S. magellanicus da sua zona de distribuição. Sem subespécies.

## Habitat
Os seus habitats naturais são: florestas tropicais e subtropicais húmidas de montanha de árvores de folha persistente, florestas secundárias altamente degradadas, bosques. Encontra-se entre os 900 e os 2500m de altitude.

## Alimentação
Alimenta-se principalmente de sementes de asteráceas, como o cardo, a que junta em período de reprodução pulgões e larvas de insectos, mas também come, segundo fotos de Ottaviani (2011), frutos de falso-pau-brasil (Caesalpinia spinosa), sementes de manjericão (Ocimum basilicum) e flores de uma bromeliácea do género Vriesea.

## Nidificação
O período de reprodução dura entre Fevereiro e Outubro, conforme a região. O ninho em forma de taça é construído em árvores ou arbustos, com pauzinhos, raízes secas, musgo e forrado com penugem vegetal. A fêmea põe 3 ou 4 ovos azul-esbranquiçados com pintas castanhas e pretas. As crias nascem ao fim de 12 dias e saem do ninho aos 17 dias.

## Filogenia
Foi obtida por Antonio Arnaiz-Villena et al.